# Pascal MicroEngine
Pascal MicroEngine is een serie microcomputers die ontworpen zijn om zo efficiënt mogelijk het UCSD p-System te draaien. Ze werden van 1979 tot medio jaren tachtig geproduceerd en verkocht door Western Digital. In tegenstelling tot andere microcomputers, die een p-Code-interpreter gebruikten die geschreven was in machinetaal, is de interpreter van de Pascal MicroEngine geïmplementeerd in microcode. Met andere woorden, p-Code is de machinetaal van de Pascal MicroEngine. De meest gebruikte programmeertaal op het p-System is Pascal.

## Geschiedenis
Toen de Pascal MicroEngine op de markt kwam bestond de concurrentie vooral uit 8-bit microprocessors, zoals de Intel 8080, Zilog Z80 en MOS 6502. De MicroEngine kon Pascal-broncode tot tien keer sneller compileren, waardoor het systeem uitermate geschikt was als machine voor ontwikkelaars.
De Pascal MicroEngine-serie bestond uit verschillende producten, gaande van een microprocessorchipset bestaande uit vijf chips over singleboardcomputers tot volledige computersystemen. De chipset was gebaseerd op LSI-componenten, die ook gebruikt werden in de DEC PDP-11/03.
Toen de specificaties van de MicroEngine voor het eerst werden vrijgegeven, verzamelde het systeem (voor die tijd) een zeer groot aantal pre-orders. De eerste printplaten die geleverd werden waren echter slecht ontworpen, vereisten een groot aantal aanpassingen en werkten dan nog niet betrouwbaar. Het zou uiteindelijk een paar jaar duren voordat er een goed ontworpen MicroEngine beschikbaar was, waardoor het systeem een slechte reputatie kreeg.
De MicroEngine draaide versie III van het UCSD p-System, een speciaal ontwikkelde versie die op geen enkel ander systeem gebruikt kon worden. Nieuw in deze versie was de ondersteuning voor parallelle processen. Toen versie IV van het UCSD p-System uitkwam (die niet compatibel was met eerdere versies) besloot Western Digital dat het niet rendabel was om zijn chipset te upgraden, waardoor ook andere fabrikanten niet langer geïnteresseerd waren om producten te ontwikkelen op basis van de MicroEngine.
Door zijn slechte reputatie, in combinatie met de introductie van de IBM PC, is de MicroEngine uiteindelijk nooit een groot succes geworden.

## Andere programmeertalen
Ada was de enige andere programmeertaal die beschikbaar was voor de MicroEngine. De Ada-compiler werd ontwikkeld door een team onder leiding van David A. Fisher. Vanwege het beperkte geheugen van slechts 64KB konden alleen zeer kleine Ada-programma's worden gecompileerd.
John Lloyd van de Universiteit van Melbourne creëerde een vroege versie van Prolog voor dit systeem en zowel Basic- als Fortran 77-compilers werden geporteerd van andere UCSD P-system-implementaties, maar deze compilers werden nooit op grote schaal verspreid.